# Liudmila Kicenok
Liudmîla Viktorivna Kicenok (în ucraineană Людмила Вікторівна Кіченок; n. 20 iulie 1992) este o jucătoare de tenis din Ucraina specializată la jocul la dublu. Cea mai înaltă poziție în clasamentul WTA la dublu este locul 7 mondial, în martie 2023. Kichenok a câștigat nouă titluri la dublu pe circuitul WTA, dintre care patru cu sora sa geamănă Nadiia.